# Tóc Tiên (ca sĩ)
Nguyễn Khoa Tóc Tiên (sinh ngày 13 tháng 5 năm 1989), thường được biết đến với nghệ danh Tóc Tiên, là một nữ ca sĩ kiêm diễn viên người Việt Nam. Sinh ra và lớn lên tại thành phố Hồ Chí Minh, cô bắt đầu sự nghiệp ca hát của mình từ thời niên thiếu, thông qua việc thay đổi hình tượng với mái tóc ngắn quyến rũ, cá tính. Năm 2009, cô chuyển sang hoạt động tại Mỹ, tại đây cô trở thành nghệ sĩ của trung tâm Thúy Nga và thường xuyên trình diễn trong chương trình Paris by Night của trung tâm. Năm 2015, cô trở về quê hương để tham gia chương trình Hòa âm Ánh sáng, đánh dấu cột mốc mới trong sự nghiệp của mình. Ngoài sự nghiệp âm nhạc, cô còn tham gia diễn xuất ở một số tác phẩm điện ảnh.
Xuyên suốt sự nghiệp của mình, Tóc Tiên đạt được nhiều đề cử và giải thưởng khác nhau, trong đó có một giải Cống hiến, một giải Làn Sóng Xanh, một giải Zing Music Awards và một giải Yan Vpop 20 Awards. Năm 2017, cô đại diện Việt Nam tham dự MAMA và xuất sắc giành giải thưởng Nghệ sĩ châu Á xuất sắc nhất. Cô cũng chính là huấn luyện viên trẻ tuổi nhất trong hai mùa giải Giọng hát Việt vào các năm 2017 và 2018. Với những đóng góp lớn trong sự nghiệp, cô được đánh giá là một trong những nghệ sĩ Việt Nam xuất sắc nhất trong thế hệ của mình.

## Sự nghiệp

### 1989 - 2007: Thuở thiếu niên và khởi đầu sự nghiệp
Tóc Tiên sinh ra trong gia đình Công giáo khá giả. Từ nhỏ, cô được mẹ dẫn vào Đội ca nhà thiếu nhi Thành phố Hồ Chí Minh, đây là nơi tìm kiếm và bồi dưỡng tài năng âm nhạc dành cho lứa tuổi thiếu niên - nhi đồng khá nổi tiếng, cùng sinh hoạt tại đây còn có các ca sĩ và nhạc sĩ thành danh sau này như: nhóm Mây Trắng (gồm Ngọc Châu, Thu Ngọc, Thu Thủy, Yến Trang, Yến Nhi, Anh Thuý), nhóm Mắt Ngọc (Duy Uyên, Ngô Quỳnh Anh, Thúy Nga, Thanh Ngọc), Thùy Lâm, Ngọc Linh, Diễm Quyên,....
Cô từng là học sinh Trường Trung học phổ thông chuyên Lê Hồng Phong, Thành phố Hồ Chí Minh, tuy nhiên điểm số của cô bị ảnh hưởng nhiều vì lịch ca hát. Năm 13 tuổi, Tóc Tiên đã có mặt trong đoàn xuyên Việt của nhạc sĩ Thế Hiển. Cô kể về quá khứ tuổi thơ của mình với Elle Man:
| “ | Tuổi thơ của tôi đúng là có khác nhiều so với bạn bè đồng trang lứa, vì ngoài chuyện học tập vốn đã căng thẳng, tôi còn đi hát, đi chụp hình phỏng vấn và nhiều sinh hoạt nghệ thuật khác nữa... Ở trường học, bạn bè thầy cô cũng nhìn mình với con mắt khác. Thời đó không có nhiều hot girl, hot boy như bây giờ, chuyện các gương mặt khá nổi xuất hiện trong các lớp học chính khóa hay học thêm thường bị soi xét đánh giá khắt khe hơn, chủ yếu ở tư cách đạo đức và kết quả học tập. Chính vì vậy tôi đã chịu rất nhiều áp lực... Tôi cũng rất ít bạn, hầu như không có bạn thân, vì không phải ai cũng hiểu được cuộc sống của mình... | ” |

Năm 2003, Tóc Tiên tham gia chương trình tìm kiếm tài năng Yo! Cùng ước mơ xanh khi chỉ mới 14 tuổi, nhưng cô đã khai gian thêm 2 tuổi để đáp ứng được yêu cầu dự thi. Cuộc thi kết thúc với giải nhất thuộc về tốp 4 mang tên Yo! Band gồm chính cô, Nam Cường, Minh Thư và Viết Thanh.
Năm 2007 khi 18 tuổi, cô trở thành gương mặt ấn tượng của cuộc thi Người đẹp qua ảnh do Công ty Fujifilm tổ chức. 19 tuổi, cô phát hành 2 album: Nụ cười nắng mai và Thiếu nữ.

### 2003 - 2008
Sau 1 năm không được dự thi vì chưa đủ tuổi, tháng 10 năm 2005, cô trở thành thí sinh đầu tiên đăng ký tham gia Liên hoan tiếng hát truyền hình toàn quốc và lọt vào tốp chung kết miền Nam. Tuy nhiên, cô không lọt vào được danh sách các thí sinh toàn quốc. Vì đã là một gương mặt quen thuộc với khán giả, nên việc cô tham gia cuộc thi cũng giành được nhiều chú ý. Cô thể hiện rõ quan điểm của mình: "Đi thi là để được khẳng định chứ không phải thử sức".
Năm 2007, Tóc Tiên thi rớt Đại học Y Dược Thành phố Hồ Chí Minh - nguyện vọng 1. Cô tiếp tục xét tuyển và đậu nguyện vọng 3 Trường Đại học Y Dược thành phố Hồ Chí Minh ngành Y học cổ truyền. Sau khi sang Mỹ, cô theo học tại trường Pasadena City College, tiểu bang California ngành Biology (Sinh Học), nhưng sau 2 năm, vì không thể làm tốt hai việc vừa học vừa hát được, nên cô chuyển sang học ngành Communications (Truyền thông) tại California State University Long Beach. Với ngành Truyền thông, cô khá thoải mái về giờ giấc, không bắt buộc lúc nào cũng phải đến trường thường xuyên.
Trong tháng 9 năm 2008, Tóc Tiên đã cùng nhà tài trợ IZZI thực hiện tour lưu diễn miễn phí chào mừng năm học mới tại các trường phổ thông ở Thành phố Hồ Chí Minh và Hà Nội mang tên Những giấc mơ.

### 2009 - 2014:Paris by Nightvà định hình phong cách

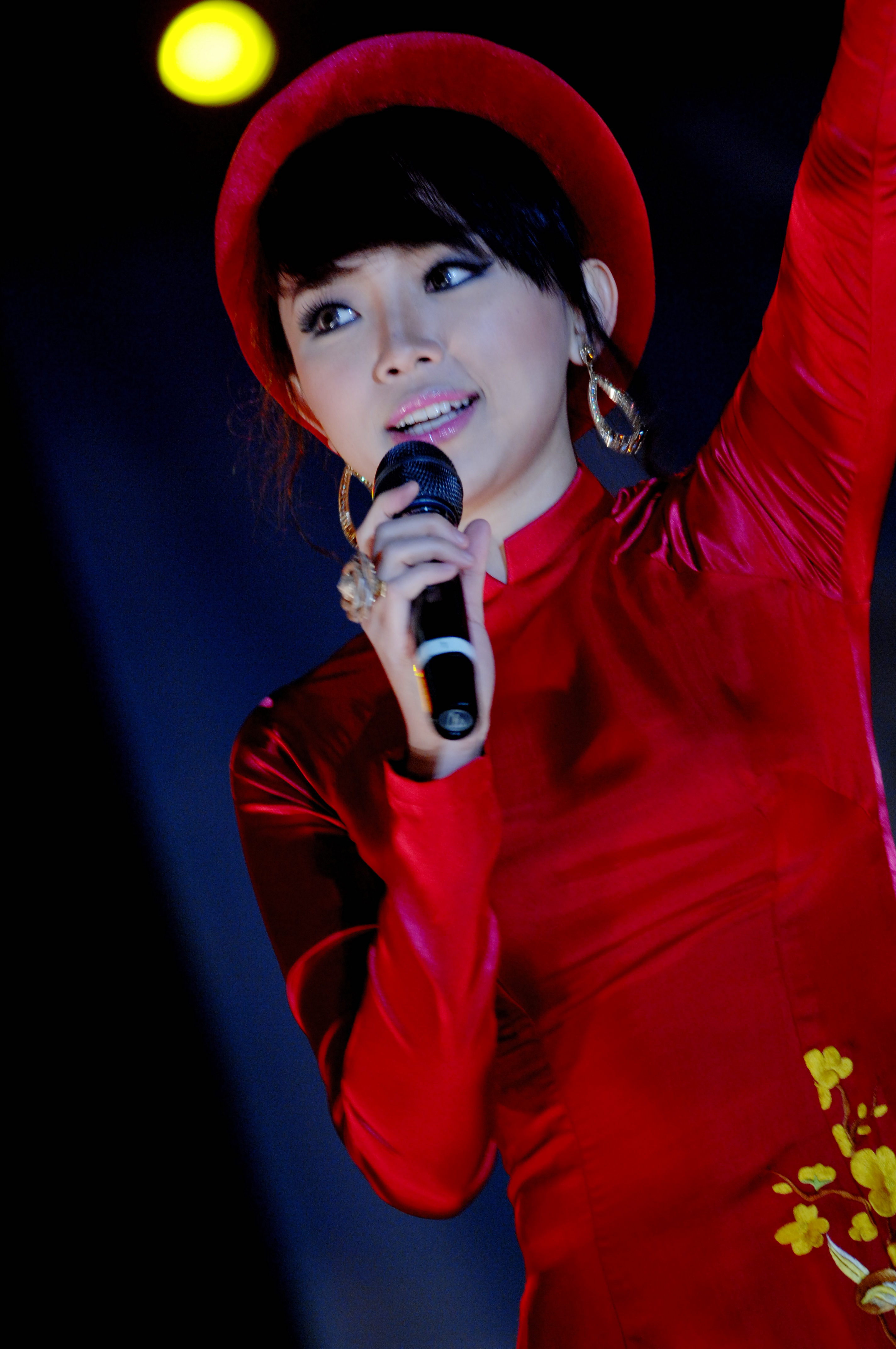
Tóc Tiên tại cuộc thi hoa hậu Nam California năm 2011.

Tóc Tiên được Trung tâm Thúy Nga chọn cộng tác từ Paris By Night 96. Sau khi đi hát ở hải ngoại, cô thay đổi phong cách theo hướng gợi cảm hơn. Chính vì điều này, mẹ cô đã phản đối kịch liệt và quyết không nhìn mặt cô nữa.
Tóc Tiên liên tục gây thương nhớ với khán giả trong nước khi cô trình diễn rất xuất sắc những ca khúc như Tóc Mây, Em Trong Mắt Tôi và Người Tình Ơi Mơ Gì.
Trong số Paris By Night 103 Tóc Tiên gây sốt khi trình diễn ca khúc “Gục Ngã”, giai điệu bắt tai đã nhanh chóng trở thành ca khúc hit để sau này nhắc đến Tóc Tiên là người ta nghĩ ngay đến "Gục Ngã". Trên sân khấu Paris By Night 103 cô cũng thông báo về album sắp ra mắt My Turn do trung tâm Thúy Nga phát hành.
Hai MV trong album là My Turn và Bao Giờ Ta Lại Yêu lần lượt ra mắt nhưng không gây được tiếng vang mặc dù nhạc rất tốt, do phần nhìn không tưong xứng và bị khán giả nhận xét là không được đầu tư, không xứng tầm đối với một ca sĩ như Tóc Tiên. MV My Turn có những góc quay thật sự không đẹp làm người xem thấy chân Tóc Tiên rất ngắn trong khi cô lại có chiều cao nổi bật 1m70.
Lúc này hình ảnh của Tóc Tiên bắt đầu được khán giả định hịnh rõ là cá tính - gợi cảm - phóng khoáng. Trước đó khi còn hoạt động trong nước cô được nhớ như một ca sĩ tuổi teen với thành tích học khủng.
Trong một cuộc phỏng vấn với Đài Á Châu Tự do năm 2013, Tóc Tiên cho biết rằng cô đang thực hiện album phòng thu thứ 4 và dự kiến ra mắt album vào cuối năm ấy hoặc đầu năm 2014.
Năm 2014, Tóc Tiên là đại sứ của thức uống Haig Club tại Việt Nam. Ngày 11 tháng 11 năm 2014, cô đồng hành cùng David Beckham quảng bá cho thương hiệu đồ uống này ở Thành phố Hồ Chí Minh và Hà Nội. Cũng trong ngày 11 tháng 11 cô cho ra mắt MV Tell Me Why. MV mang đậm màu sắc phương Tây cùng giai điệu gây nghiện nhanh chóng thu về chục triệu lượt xem trên YouTube. Nhưng do bận bịu vì cuộc thi sắp tới tham gia, không quảng bá nên ca khúc không thể bùng nổ hơn nữa.

### 2015:Hòa âm ánh sáng
Vào ngày 6 tháng 2 năm 2015,  Tóc Tiên cho ra mắt MV ca khúc Ngày Mai ORIGINAL VERSION với tạo hình tóc đủ màu cùng chất nhạc sôi động.
Năm 2015, Tóc Tiên về Việt Nam tham gia chương trình truyền hình thực tế Hòa âm Ánh sáng. Cô cùng team với Hoàng Touliver và Long Halo, cả ba chào sân bằng ca khúc Angel Faded và nhanh chóng tạo nên sự chú ý. Một Tóc Tiên đầy mới lạ và cá tính đã thổi một luồn gió mới vào nền âm nhạc đang dần bão hòa tại Việt Nam. Đang là Team tạo nên sức hút nên Tóc Tiên không tránh khỏi những lùm xùm ngoài lề không đáng có đã làm cho Team dần đuối sức về sau trong khi trước đó phần trình diễn Ngày Mai Remix của cô lại gây bão rất lớn. Lần đầu tại Việt Nam đoạn vũ đạo trong ca khúc đã tạo thành một trào lưu lớn mà sau này Tóc Tiên gọi là Vũ Điệu Cồng Chiên. Những tiết mục sau này của cô như Người Đàn Bà Hóa Đá, Sau Em Vẫn Chờ hay ca khúc mới Thế giới Không Có Anh cũng tạo nên sức hút.
Vào ngày 5 tháng 4 năm 2015, Tóc Tiên cho ra mắt MV ca khúc Đâu cần một ai (DCMA) hợp tác cùng Big Daddy & Andree, được kì vọng sẽ tạo nên một cơn sốt như Vũ Điệu Cồng Chiên trước đó nhưng sức ảnh hưởng của DCMA lại không bằng. Dẫu vậy DCMA cũng là một ca khúc gây chú ý vào thời điểm ra mắt.
Ngày 6 tháng 5 năm 2015,  Cô cho ra mắt MV Ngày Mai (Vũ điệu cồng chiên) và nhanh chóng thu về hàng chục triệu lượt xem, ngoài được khán giả yêu thích MV còn được hàng loạt đồng nghiệp của cô dành lời khen. Tóc Tiên được ví như một biểu tượng gợi cảm hay một nữ hoàng giải trí tại Việt Nam.
Ngày 23 tháng 12 năm 2015, Trước thềm năm mới Tóc Tiên cùng bộ đôi Big Daddy-Justatee cho ra mắt MV ca khúc THE BEAT OF CELEBRATION một ca khúc EDM đầy sôi động. Tại lễ trao giải VTV Bài hát tôi yêu ca khúc đã giành được giải thưởng MV Bạc và Giải Ca sĩ thể hiện hiệu quả do Hội đồng giám khảo bình chọn.
Tại lễ trao giải Zing Music Awards (ZMA) 2015 Tóc Tiên cũng xuất sắc giành giải Ca khúc Dance/Electronic được yêu thích với ca khúc Ngày Mai, Tóc Tiên trình diễn Mashup I'M IN LOVE và Big Girl Don't Cry cùng tạo hình gai gốc. Cô cũng giành được giải Làn Sóng Xanh sau đó.

### 2016-2021:Giọng hát Việtvà giải MAMA

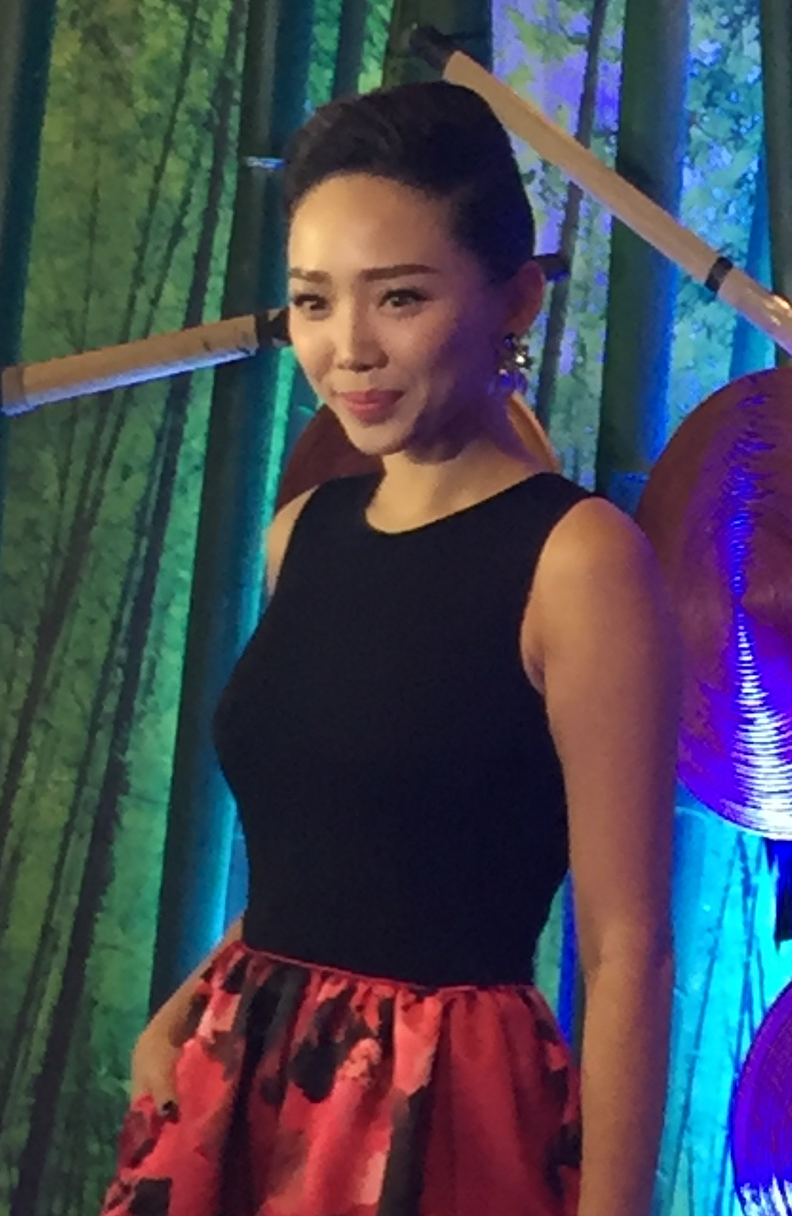
Tóc Tiên tại buổi ra mắt MV của ca khúc "Big Girls Don't Cry" vào tháng 1 năm 2016.

20 tháng 1 năm 2016, Tóc Tiên cho ra mắt ca khúc Big Girl Don't Cry cùng sự trợ diễn của Nyle DiMarco, Mame Adjei (America's Next Top Model Cycle 22). Ca khúc do Châu Đăng Khoa sáng tác, trước đó từng được cô diễn trên sân khấu Paris By Night nhưng với lần trở lại này ca khúc đã được cô gửi gắm cho phù thủy âm nhạc, người đã tạo nên siêu hit "Ngày Mai" Hoàng Touliver hòa âm phối khí lại. MV ca khúc tạo nên sức hút với sự đầu tư hoành tráng cùng thời trang và tạo hình nổi bật, ca khúc nhanh chóng được nhiều bạn trẻ cover và lan tỏa đến tận nước ngoài. Trước đó siêu hit Ngày Mai từng bị bạn bè quốc tế đạo vũ đạo và bê nguyện đoạn drop.
Tháng 4 năm 2016, cô nhận lời làm giám khảo chương trình truyền hình Vietnam Idol Kids mùa đầu tiên, khi chương trình kết thúc Tóc Tiên đã để lại dấu ấn rất tốt trong lòng khán giả.
Ngày 10 tháng 6 năm 2016, Tóc Tiên cho ra mắt MV IM IN LOVE với thông điệp ý nghĩa: Phụ Nữ Là Để Yêu, cùng sự góp mặt của phụ nữ từ mọi ngành nghề (ngoại trừ BB Trần và Tiko).
Năm 2017, Tóc Tiên cùng với Đông Nhi, Noo Phước Thịnh và Thu Minh được mời làm huấn luyện viên Giọng hát Việt 2017. Cô là huấn luyện viên trẻ tuổi nhất.
Vào ngày 27 tháng 2 năm 2017, cô cho ra mắt ca khúc ballad nhẹ nhàng "Em Không Là Duy Nhất" và gây được tiếng vang lớn ngay sau đó. Ca khúc nhanh chóng đạt 100 triệu lượt nghe trên Zing Mp3 và 50 triệu lượt xem trên YouTube.
Ngày 4 tháng 5 năm 2017, cô trở lại với ca khúc EDM Walk Away do Lưu Thiên Hương sáng tác nhưng không được tiếng vang.
Ngày 28 tháng 8 năm 2017, Tóc Tiên ra mắt MV Hôm Nay Tôi Cô Đơn Quá, ca khúc nhanh chóng thu hút giới trẻ với giai điệu nhẹ nhàng.
Cuối năm 2017, Tóc Tiên giành giải MAMA đầu tiên trong sự nghiệp, cô cũng trình diễn ca khúc Em không là Duy Nhất, Im In Love và Ngày Mai. Phần trình diễn của cô cũng gây nên tiếng vang sau đó.
Ngày 9 tháng 2 năm 2018, Tóc Tiên ra mắt MV Thì Em Vẫn Thế, mang đậm màu sắc Retro.
Ngày 7 tháng 4 năm 2018 Tóc Tiên cho ra mắt MV mùa hè "Phút Giây Tuyệt Vời".
Ngày 18 tháng 7 năm 2018 Tóc Tiên ra mắt MV "Có ai thương em như anh (viết tắt là CATENA)", ca khúc gây sốt và nhanh chóng cán mốc 27 triệu lượt xem trên YouTube,nó giúp cô có được giải Cống Hiến đầu tiên trong sự nghiệp.
Ngày 25 tháng 1 năm 2019, Tóc Tiên trở lại với EDM cùng ca khúc Kaheda.
Từ lúc về Việt Nam, Tóc Tiên không ngừng lan tỏa sức ảnh hưởng và duy trì sức nóng của mình. Cô là một trong những tên tuổi hàng đầu của nền âm nhạc Vpop.
Tối ngày 12 tháng 9 năm 2019, ban nhạc Da LAB (Hà Nội) đã chính thức tái xuất với ca khúc kết hợp cùng Tóc Tiên mang tên "Nước Mắt Em Lau Bằng Tình Yêu Mới". Vẫn là một bản ballad có giai điệu đẹp, man mác buồn cùng phần lời vô cùng ấn tượng, ca khúc hứa hẹn sẽ là một bản hit tiếp theo của Da LAB. Ngày 21 tháng 2 năm 2020, Tóc Tiên ra mắt ca khúc "Ngày Tận Thế", MV nhận được sự hưởng ứng tích cực từ khán giả.
Ngày 9 tháng 12 năm 2021, Tóc Tiên ra mắt MV Em Đã Có Người Mới sau gần 2 năm kể từ MV Ngày Tận Thế. Trở lại đường đua VPop, ca khúc đã nhanh chóng đạt #10  YOUTUBE TRENDING, #1 ITUNES (sau 1 ngày), #1 APPLE MUSIC,...
Ngày 16 tháng 12 năm 2021, Tóc Tiên ra mắt EP Yêu Rồi Yêu Rồi Yêu cùng 4 nhạc sĩ Hứa Kim Tuyền, Bùi Công Nam, Trang và Kai Đinh gây tiếng vang lớn khi chỉ sau 1 ngày ra mắt đã đạt Top 1 iTunes VietNam, Top 1 Apple Music VietNam (album), ca khúc "Mình Yêu Đến Đây Thôi" cũng đạt Top 1 iTunes VietNam, ca khúc "Em đã có người mới" còn tiếp tục giữ vị trí Top 1 Keeng.

### 2022-nay: Phim điện ảnhThanh sóivà albumCong
2022:
Trở lại điện ảnh với tâm thế nghiêm túc hơn so với lần xuất hiện đầu tiên, trong một tác phẩm điện ảnh không thể tệ hơn Già Gân, Mỹ Nhân và Găng Tơ (2015). 
Thanh Sói là tiền truyện của siêu phẩm từng gây sốt phòng vé "Hai Phượng" 
Là một phim sực mùi hành động nên Thanh Sói không tránh khỏi "sự kiểm duyệt", ngày ấn định chiếu của phim là 22.04.2022 chính thức bị dời vô thời hạn.
30/06/2022: Tóc Tiên cho ra mắt MV "Một Cọng Tóc Mai" một ca khúc EDM sôi động hợp tác cùng Mew Amazing và Touliver. Một Cọng Tóc Mai như một tuyên ngôn về việc cô vẫn sẽ giữ cho bản thân một màu sắc riêng giữa thị trường âm nhạc đầy rẫy nhưng ca khúc ballad.
03/10/2022: Tóc Tiên cùng Trọng Hiếu ra mắt MV "Am I Clear?" 
Một ca khúc thử nghiệm đầy bùng nổ đến từ Mew Amazing quảng cáo cho nhãn hàng Clear cùng Trọng Hiếu.
19/10/2022: Tóc Tiên cho ra mắt MV "90 60 90"
Ca khúc thứ ba hợp tác cùng Mew Amazing, một ca khúc EDM sôi động nhưng mang đầy tính nữ gợi cảm. 90-60-90 như một thông điệp nữ quyền đanh thép phá vỡ mọi qui chuẩntrước giờ mà phụ nữ hoặc bất kì giới nào bị áp đặt.
1/11/2022: Tóc Tiên cho ra mắt Full Album thứ 5 "Cong"
Đây là Full Album đầu tiên của cô kể từ khi cô chính thức trở lại Việt Nam vào năm 2015. Đáp ứng sự chờ đợi mòn mỏi của khán giả cho một tác phẩm hoàn chỉnh
Cong bao gồm 8 ca khúc đa thể loại (Pop/Rock/Edm/Ballad)
Album Cong được nhào nặn bởi những tên tuổi có tiếng như Touliver, Rhymastic, Charles, Mew Amazing và Hứa Kim Tuyền
Lần ra mắt album này, cô đầu tư hẳn một Showcase hoành tráng. Nơi cô tri ân sự sáng tạo của những người đã cùng mình tạo ra "Cong"
"Cong" một tổng thể tương đối cho thông điệp phá vỡ định kiến mà xuyên suốt các tác phẩm vừa qua cô cho ra mắt. "Cong" đầy sự tính nữ, gợi cảm nhưng cũng quyết liệt. Album có những track nổi bật như Khá Khen, Like This Like That (feat. Tlinh)
Một số thành tích Cong đạt được : #1 iTunes Top Album và Top Songs, #2 Apple Music và Sold Out Đĩa Vật Lý trong một tháng ra mắt.
14/12/2022: OST đầu tiên đến từ Thanh Sói "Hoa Cúc Dại" chính thức ra mắt, ca khúc do chính Tóc Tiên thể hiện. Đánh dấu lần thứ hai hợp tác với nhạc sĩ Gen Z đa tài Charles.
23/12/2022: Thanh Sói, vai nữ chính của Tóc Tiên chính thức ra mắt. Mặc dù được giới chuyên môn khen nức nở và đánh giá rất cao nhưng phim vẫn nhận về một thất bại ê chề tại phòng vé khi thu về 22 tỷ (Hai Phượng đạt 200 tỷ).
19/02/2023: Tóc Tiên cho ra mắt MV "Like This Like That" feat cùng Tlinh, có sự tham gia của hai tác giả gen Z trẻ là Charles và Kim Chi Sun
Tóc Tiên và Tlinh gây sốt với tạo hình xinh đẹp, nhưng MV lại không gây được tiếng vang như kì vọng. Mọi người cảm thấy tiếc nuối cho sự xuất hiện của Tlinh đáng ra phải bùng nổ như cách Tlinh làm trong những lần trở lại của mình. MV Like This Like That chìm vào quên lãng từ đó.
Tháng 03/2023: Thanh Sói ra mắt trên Netflix toàn cầu và nhận về loạt đánh giá không thể tốt hơn
Đứng Top 5 phim điện ảnh được xem nhiều nhất tuần trên toàn câu
Nhận về số điểm 88% từ chuyên trang đánh giá phim Rotten Tomatoes.
Vào mùa lễ trao giải năm mới, Tóc Tiên đã nhận về cho mình 1 giải Làn Sóng Xanh và 3 đề cử Cống Hiến.
Hiện nay, sau một quãng thời gian dài (vì dịch Covid). Người hâm mộ vẫn mong Tóc Tiên sớm hoàn thành Full Album tiếp theo của mình sau một quãng thời gian quá dài cho những single hay ep.

## Hình tượng
Trong bài phỏng vấn của mình với Tóc Tiên, phóng viên Phương Thủy từ Elle Man miêu tả tóm tắt con đường thay đổi hình ảnh của cô: "Người ta vẫn hình dung về Tóc Tiên như một cô bé tóc xù có đôi mắt trong veo, hồn nhiên như chú chim sẻ non. Nhưng giờ đây, Tóc Tiên đã trở thành một người phụ nữ trẻ gợi cảm, một biểu tượng thời trang mới của giới trẻ..."
Tóc Tiên từng được gọi là một "ca sĩ học trò".
Hình tượng mới của Tóc Tiên thường xuyên được đem ra so sánh với hình ảnh mới của nữ ca sĩ người Mỹ Miley Cyrus, cô cho rằng so sánh này xuất phát từ điểm chung về nguồn gốc khởi nghiệp của cả hai khi cả cô và Cyrus đều đến từ các chương trình hoạt động dành cho thanh thiếu niên.
Chia sẻ về hình ảnh của bản thân, Tóc Tiên nói: "Mỗi người một quan điểm, riêng tôi thấy độ sexy của mình còn thua xa nhiều cô gái trẻ bây giờ. Mà nói tôi sexy quá cũng được, nhưng quan trọng là sexy văn minh hay dung tục, khêu gợi. Điều này xin nhường lại cho khán giả nhận xét. Bản thân tôi nghĩ, một cô gái biết mình đẹp ở đâu và tôn vinh nó đúng cách, đúng thời điểm thì không có gì phải ngại lời ra tiếng vào".

## Đời tư
Tóc Tiên có quan hệ tình cảm với cầu thủ bóng rổ Chong Paul từ tháng 12 năm 2007. Đến tháng 7 năm 2013, Tóc Tiên xác nhận cả hai đã chia tay.
Ngày 20 tháng 2 năm 2020, cô kết hôn với Touliver tại Đà Lạt.

## Phim và chương trình

### Phim điện ảnh
| Năm  | Tựa đề                      | Vai diễn           | Ghi chú        | Nguồn  |
| ---- | --------------------------- | ------------------ | -------------- | ------ |
| 2015 | Già gân, mỹ nhân và găng tơ | Quỳnh Cherry       |                | [ 18 ] |
| 2016 | Kung Fu Panda 3             | Mỹ Mỹ (lồng tiếng) | Bản tiếng Việt | [ 19 ] |
| 2022 | Thanh Sói                   | Thanh              |                | [ 20 ] |

### Chương trình truyền hình
| Năm  | Tựa đề                                       | Vai trò                                     | Ghi chú          | Nguồn             |
| ---- | -------------------------------------------- | ------------------------------------------- | ---------------- | ----------------- |
| 2002 | Đi tìm Ngôi sao Close-Up                     | Thí sinh                                    |                  | [ 21 ]            |
| 2003 | Yo! Cùng ước mơ xanh                         | Thí sinh                                    |                  | [ 22 ]            |
| 2005 | Người đương thời                             | Đặng Thùy Trâm                              | 1 tập            | [ 23 ]            |
| 2005 | Tiếng hát truyền hình toàn quốc giải Sao Mai | Thí sinh                                    |                  | [ 24 ]            |
| 2008 | Bài hát Việt                                 | Dẫn chương trình                            | 8 tập (mùa 4)    | [ 25 ]            |
| 2014 | Tôi là người chiến thắng – The winner is...  | Giám khảo                                   |                  | [ 26 ]            |
| 2015 | Hòa âm ánh sáng                              | Thí sinh                                    | 12 tập (mùa 1)   | [ 27 ]            |
| 2015 | Ai thông minh hơn học sinh lớp 5?            | Khách mời                                   | Mùa 3, tập 3     | [ 28 ]            |
| 2015 | Người bí ẩn                                  | Khách mời                                   | Mùa 2, tập 9     | [ 29 ]            |
| 2015 | Tôi là... người chiến thắng                  | Giám khảo khách mời                         | 2 tập (mùa 3)    | [ 30 ]            |
| 2015 | Thử thách cùng bước nhảy                     | Giám khảo khách mời                         | 2 tập (mùa 4)    | [ 31 ]            |
| 2015 | Cười xuyên Việt: Phiên bản nghệ sĩ           | Giám khảo khách mời                         | Mùa 1, tập 2     | [ 32 ]            |
| 2016 | Hội ngộ danh hài                             |                                             | Mùa 4, tập 3     | [ 33 ]            |
| 2016 | Tài năng DJ                                  | Giám khảo                                   | 18 tập (mùa 1)   | [ 34 ]            |
| 2016 | Thần tượng âm nhạc nhí                       | Giám khảo                                   | 12 tập (mùa 1)   | [ 35 ]            |
| 2016 | The Face - Gương mặt thương hiệu             | Huấn luyện viên khách mời                   | 5 tập (mùa 1)    | [ 36 ]            |
| 2016 | Vietnam Idol                                 | Giám khảo khách mời                         | Mùa 7, tập 11    | [ 37 ]            |
| 2016 | SV 2016                                      | Giám khảo khách mời                         | Chung kết        | [ 38 ]            |
| 2016 | Giọng ải giọng ai                            | Giám khảo khách mời                         | Mùa 1, tập 1     | [ 39 ]            |
| 2016 | Hòa Âm Ánh Sáng                              | Ca sĩ khách mời                             | Mùa 2, tập 4     |                   |
| 2016 | Khởi đầu ước mơ                              | Giám khảo khách mời                         | Mùa 1, tập 3     | [ 40 ]            |
| 2017 | Phiên bản hoàn hảo                           | Giám khảo khách mời                         | Mùa 1, tập 1     | [ 41 ]            |
| 2017 | The Face - Gương mặt thương hiệu             | Trình diễn Finalwalk và Giảm khảo khách mời | Mùa 2, chung kết |                   |
| 2017 | Hòa âm ánh sáng                              | Giám khảo khách mời                         | Mùa 3, tập 1     | [ cần dẫn nguồn ] |
| 2017 | Mặt nạ ngôi sao                              | Giám khảo khách mời                         | 14 tập (mùa 1)   | [ 42 ]            |
| 2017 | Giọng hát Việt                               | Huấn luyện viên                             | 17 tập (mùa 4)   | [ 43 ]            |
| 2018 | Giọng hát Việt                               | Huấn luyện viên                             | 16 tập (mùa 5)   | [ 43 ]            |
| 2019 | Người ấy là ai                               | Khách mời cố vấn                            | Mùa 2, tập 1     | [ cần dẫn nguồn ] |
| 2019 | Chạy đi chờ chi (Running Man Việt Nam)       | Khách mời                                   | Mùa 1, tập 13    | [ 44 ]            |
| 2019 | Siêu trí tuệ Việt Nam                        | Giám khảo                                   | Mùa 1            | [ 45 ]            |
| 2020 | Siêu trí tuệ Việt Nam                        | Giám khảo                                   | Mùa 2            | [ 46 ]            |
| 2020 | Người ấy là ai                               | Khách mời cố vấn                            | Mùa 3, tập 1     | [ 47 ]            |
| 2020 | Giọng ải giọng ai                            | Khách mời                                   | Mùa 5, tập 5     |                   |
| 2020 | Trường Teen All Stars                        | Khách mời                                   |                  |                   |
| 2020 | Sóng Xuân 2020                               | Khách mời                                   |                  |                   |
| 2021 | Sóng Xuân 2021                               | Khách mời                                   |                  |                   |
| 2021 | Have a Sip                                   | Khách mời                                   | Tập 49, tập 64   |                   |
| 2021 | Sàn đấu vũ đạo                               | Khách mời cố vấn                            | Mùa 1, Chung kết |                   |
| 2022 | Ca sĩ mặt nạ                                 | Cố vấn cố định                              | Mùa 1            | [ 48 ]            |
| 2022 | Bài hát hay nhất - Big song big deal         | Giám khảo                                   |                  | [ 49 ]            |
| 2023 | Người ấy là ai                               | Khách mời cố vấn                            | Mùa 5, tập 1     | [ 50 ]            |
| 2023 | Ca sĩ mặt nạ                                 | Cố vấn cố định                              | Mùa 2            | [ 48 ]            |
| 2024 | Chị đẹp đạp gió rẽ sóng                      | Thí sinh                                    | Mùa 2            |                   |

- Và một số chuơng trình khác

### Video âm nhạc
| Năm  | Tựa đề             | Bạn diễn               | Nguồn  |
| ---- | ------------------ | ---------------------- | ------ |
| 2010 | "Bắt sóng cảm xúc" | Wanbi Tuấn Anh         | [ 51 ] |
| 2015 | "Sacota"           | Touliver cùng BigDaddy | [ 52 ] |
| 2016 | "Như vậy mãi thôi" | Noo Phước Thịnh        | [ 53 ] |

## Giải thưởng
| Năm  | Lễ trao giải                                                      | Hạng mục                                      | Đề cử cho                                                        | Kết quả   |
| ---- | ----------------------------------------------------------------- | --------------------------------------------- | ---------------------------------------------------------------- | --------- |
| 2014 | Ngôi sao của năm (tổ chức bởi Ngoisao.net)                        | Mỹ nhân của năm                               | Bản thân                                                         | Đề cử     |
| 2014 | Men of the Year (tổ chức bởi Thể thao Văn hóa & Đàn ông năm 2015) | Pretty Woman – Cô gái ngọt ngào của năm       | Bản thân                                                         | Đoạt giải |
| 2015 | Elle Style Awards Vietnam                                         | Nữ ca sĩ phong cách triển vọng của năm        | Bản thân                                                         | Đoạt giải |
| 2015 | Ấn tượng VTV                                                      | Ca sĩ ấn tượng                                | Bản thân                                                         | Đề cử     |
| 2015 | Làn Sóng Xanh                                                     | Ca khúc của năm                               | "Ngày mai" (cùng TeamV)                                          | Đề cử     |
| 2015 | Làn Sóng Xanh                                                     | Ca khúc của năm                               | "D.C.M.A." (Đâu cần một ai) (cùng TeamV, Big Daddy và Andree)    | Đề cử     |
| 2015 | Làn Sóng Xanh                                                     | Top 5 ca sĩ được yêu thích bảng Top Hit       | Bản thân                                                         | Đoạt giải |
| 2015 | POPS Awards                                                       | Video ca nhạc được cover nhiều nhất           | "Ngày mai" (cùng TeamV)                                          | Đoạt giải |
| 2015 | Vietnam Top Hits                                                  | Top ca khúc hit năm 2015                      | "Ngày mai" (cùng TeamV)                                          | Đoạt giải |
| 2015 | YAN Vpop 20 Awards (tổ chức năm 2016)                             | Nữ nghệ sĩ xuất sắc nhất                      | Bản thân                                                         | Đoạt giải |
| 2015 | YAN Vpop 20 Awards (tổ chức năm 2016)                             | Mv xuất sắc nhất                              | "Ngày mai" (cùng TeamV)                                          | Đề cử     |
| 2015 | YAN Vpop 20 Awards (tổ chức năm 2016)                             | Top 20 ca sĩ                                  | Bản thân                                                         | Đoạt giải |
| 2015 | Zing Music Awards (tổ chức năm 2016)                              | Ca khúc Dance/Electronic được yêu thích       | "Ngày mai" (cùng TeamV)                                          | Đoạt giải |
| 2015 | We Choice Awards (tổ chức năm 2016)                               | Nhân vật truyền cảm hứng 2015                 | Bản thân                                                         | Đề cử     |
| 2015 | We Choice Awards (tổ chức năm 2016)                               | Playlist truyền cảm hứng                      | "Ngày mai" (cùng TeamV)                                          | Đi kèm    |
| 2015 | We Choice Awards (tổ chức năm 2016)                               | Trào lưu thu hút giới trẻ trong năm           | Vũ điệu cồng chiêng                                              | Đề cử     |
| 2015 | Bài hát tôi yêu (tổ chức năm 2016)                                | Bài hát tôi yêu (tổ chức năm 2016)            | "The Beat of Celebration" (cùng JustaTee, Big Daddy và Touliver) | Giải bạc  |
| 2015 | Bài hát tôi yêu (tổ chức năm 2016)                                | Bài hát tôi yêu (tổ chức năm 2016)            | Ca Sĩ Thể Hiện Hiệu Quả                                          | Đoạt giải |
| 2016 | HTV Awards                                                        | Nữ ca sĩ được yêu thích nhất                  | Bản thân                                                         | Đề cử     |
| 2016 | Giải thưởng Âm nhạc Cống hiến                                     | Video âm nhạc của năm                         | "Vũ điệu cồng chiêng"                                            | Đề cử     |
| 2016 | ELLE Style Awards                                                 | Nữ ca sĩ phong cách của năm                   | Bản thân                                                         | Đoạt giải |
| 2016 | YAN Vpop 20 Awards (tổ chức 2017)                                 | Nữ ca sỹ của năm                              | Bản thân                                                         | Đề cử     |
| 2016 | Làn sóng xanh 2016                                                | Top 5 ca sĩ được yêu thích - Bảng Top Hit     | Bản thân                                                         | Đoạt giải |
| 2017 | Mnet Asian Music Awards                                           | Nghệ sĩ Việt Nam đột phá nhất cùng Close up   | Bản thân                                                         | Đề cử     |
| 2017 | Mnet Asian Music Awards                                           | Nghệ sĩ Việt Nam xuất sắc nhất                | Bản thân                                                         | Đoạt giải |
| 2017 | Làn sóng xanh 2017                                                | Top 5 ca sĩ được yêu thích - Bảng Top Hit     | Bản thân                                                         | Đoạt giải |
| 2018 | Làn sóng xanh 2018                                                | Top 10 ca khúc được yêu thích                 | "Có ai thương em như anh"                                        | Đoạt giải |
| 2018 | Làn sóng xanh 2018                                                | Top 10 ca sĩ được yêu thích nhất              | Bản thân                                                         | Đoạt giải |
| 2019 | Giải thưởng Âm nhạc Cống hiến                                     | Bài hát của năm                               | "Có ai thương em như anh (#Catena)"                              | Đoạt giải |
| 2019 | Giải thưởng Âm nhạc Cống hiến                                     | Video âm nhạc của năm                         | "Có ai thương em như anh (#Catena)"                              | Đề cử     |
| 2019 | Zing Music Awards 2019                                            | Ca Khúc Rap/Hiphop Của Năm                    | "Nước mắt em lau bằng tình yêu mới"                              | Đoạt giải |
| 2019 | Zing Music Awards 2019                                            | Nhạc phim được yêu thích nhất                 | "Ước mơ mùa thu"                                                 | Đề cử     |
| 2019 | Zing Music Awards 2019                                            | Nữ Nghệ sĩ được yêu thích nhất                | Bản thân                                                         | Đề cử     |
| 2022 | TikTok Awards Việt Nam                                            | Nhà sáng tạo nội dung người nổi tiếng của năm | Bản thân                                                         | Đề cử     |

## Danh sách đĩa nhạc

### Album phòng thu
- Nụ cười nắng mai (2007)
- Tóc Tiên thiếu nữ (2008)
- My Turn (2011)
- Cong (2022)

### Album hợp tác
- Chuyện tình vượt thời gian  (2009) (cùng Wanbi Tuấn Anh)
- Mystical Night (2012) (cùng Mai Tiến Dũng)

### Đĩa mở rộng
- The Remix (EP 1) (2015) (cùng Hoàng Touliver và Long Halo)
- Team V (EP 2) (2015) (cùng Hoàng Touliver và Long Halo)
- Team V - Last EP (2015) (cùng Hoàng Touliver và Long Halo)
- T (2016)
- Yêu Rồi Yêu Rồi Yêu (2021)

### Đĩa đơn
- "Ngày mai" (2015)
- "D.C.M.A." (Đâu cần một ai) (2015) (cùng Touliver và Long Halo)
- "Santa Baby" (2015)
- "The Beat of Celebration" (2015) (cùng BigDaddy, JustaTee và Touliver)
- "Big Girls Don't Cry" (2015)
- "I'm in Love" (Phụ nữ là để yêu) (2016)
- "Sống đầy từ hôm nay" (2016)
- "Tâm điểm ánh nhìn" (All Eyes on Us) (2016) (cùng Suboi và Afrojack)
- "Em không là duy nhất" (2017)
- "Walk Away" (2017)
- "Hôm nay tôi cô đơn quá" (cùng Rhymastic) (2017)
- "Thì em vẫn thế" (2018)
- "Phút giây tuyệt vời" (2018)
- "Có ai thương em như anh (#CATENA)" (Ft. Touliver) (2018)
- "Kaheda" (2019)
- "Nước Mắt Em Lau Bằng Tình Yêu Mới" (2019) (cùng Da LAB)
- "Ngày Tận Thế" (2020)

### Video âm nhạc
- "Bé tí ti"
- "Chiếc đồng hồ"
- "Em thích xe nào"
- "Chim chích bông"
- "Khúc tình xa" (2006) (video tham dự chương trình Video clip của bạn năm 2006, tổ chức bởi HTV)[60]
- "Xuân yêu thương" (2006)[61]
- "Em như thần tiên" (2007) (một phần của chương trình Tác phẩm mới của VTV)[62]
- "Đã phai" (2011)
- "My Turn" (2011)
- "Bao giờ ta lại yêu" (2011)
- "Tell Me Why" (2014)
- "Ngày mai" (2015)
- "D.C.M.A." (Đâu cần một ai) (2015) (cùng BigDaddy, Andree)
- "Ngày mai (Vũ điệu cồng chiêng)" (2015) (cùng TeamV)
- "Sacota" (2015) (vai khách mời) (của Touliver cùng BigDaddy)
- "M tuyệt vời" (2015) (cùng Noo Phước Thịnh và Karik)
- "Mẹ yêu" (2015) (cùng SpaceSpeakers & Friends)
- "Thăng hoa" (2015) (vai khách mời) (của Hà Trần & Bản Nguyên Group)
- "Santa Baby" (2015)
- "The Beat of Celebration" (2015) (cùng BigDaddy, JustaTee và Touliver)
- "Big Girls Don't Cry (TLVR RMX)" (2016)
- "Như vậy mãi thôi" (vai khách mời) (của Noo Phước Thịnh) (2016)
- "Phụ nữ là để yêu" (2016)
- "Be Your Best Version (TLVR RMX)" (2016) (cùng Hữu Vi)
- ''Tâm Điểm Ánh Nhìn (All Eyes On Us)'' (2016) (cùng Suboi và Afrojack)
- ''Em Không Là Duy Nhất'' (2017)
- "Walk Away" (2017)
- "Hôm nay tôi cô đơn quá" (cùng Rhymastic) (2017)
- "Thì em vẫn thế" (2018)
- "STAY OPEN" (2018) (cùng Diplo và MØ)
- "CLEAR Generation - Tự tin ngẩng đầu" (2018) (cùng Rhymastic)
- "Phút giây tuyệt vời" (2018)
- "Có ai thương em như anh" (2018)
- "Không ai hơn em như anh" (2019)
- "Nước Mắt Em Lau Bằng Tình Yêu Mới" (2019) (cùng Da LAB)
- "Ngày Tận Thế" (2020)
- "Việt Nam Tử Tế" (2020) ( cùng Lam Trường, Hoàng Thùy Linh, Erik, Rapper Karik, NSƯT Kim Xuân, Quốc Trường, Trần Nghĩa)
- "Việt Nam Tử Tế" (2021) (solo)
- "Em Đã Có Người Mới" (2021)
- "Mình Yêu Đến Đây Thôi" (2021)

### Tour lưu diễn
- Tóc Tiên và những giấc mơ (2008)[63]

### Các tiết mục trình diễn trên sân khấu Thúy Nga
| STT | Tên tiết mục | Thể hiện với | Chương trình                 | Năm  |
| --- | --- | --- | ---------------------------- | ---- |
| 1   | Tóc Mây (Phạm Thế Mỹ) | solo | Paris By Night 96            | 2009 |
| 2   | Có Không Dài Lâu (Võ Hoài Phúc) | Diễm Sương | Paris By Night 97            | 2009 |
| 3   | Em Trong Mắt Tôi (Nguyễn Đức Cường) | solo | Paris By Night 99            | 2010 |
| 4   | Làm Sao Giữ Được Anh (Vĩnh Tâm) | solo | Paris By Night Divas         | 2010 |
| 5   | Tình Còn Đam Mê (Võ Hoài Phúc) | Như Loan | Paris By Night 100           | 2010 |
| 6   | Ngày Tết Việt Nam (Hoài An) | Kỳ Phương Uyên, Quỳnh Vi, Diễm Sương, Nguyệt Anh, Hương Giang | Paris By Night 101           | 2011 |
| 7   | Người Tình Ơi! Mơ Gì (Nguyễn Tường Văn)                                                                                                 | Mai Tiến Dũng | Paris By Night 101           | 2011 |
| 8   | LK Mùa Thu Yêu Đương, Bé Yêu (Lam Phương)                                                                                               | Mai Tiến Dũng | Paris By Night 102           | 2011 |
| 9   | Gục Ngã (Phúc Trường) | solo | Paris By Night 103           | 2011 |
| 10  | Không gian ba chiều (Nguyễn Hải Phong)                                                                                                  | solo | A Dancing Dream - Season 1   | 2011 |
| 11  | Gọi Tên Ngày Mới (Võ Hoài Phúc) | Kỳ Phương Uyên, Minh Tuyết, Như Quỳnh | Paris By Night 104           | 2011 |
| 12  | Angel (Hoài An) | Mai Tiến Dũng | Paris By Night 104           | 2011 |
| 13  | Huyền Thoại Người Con Gái (Lê Hựu Hà)                                                                                                   | solo | Paris By Night 104 VIP Party | 2012 |
| 14  | Người Tình Trăm Năm (Đức Huy) | Ngọc Anh, Lưu Bích, Như Quỳnh, Minh Tuyết, Kỳ Phương Uyên, Thanh Hà, Như Loan, Lam Anh, Diễm Sương, Quỳnh Vi, Hạ Vy | Paris By Night 105           | 2012 |
| 15  | Cho Em Ngày Mới (Lưu Thiên Hương) | solo | Paris By Night 105           | 2012 |
| 16  | Lời Nhạt Phai (Lương Bằng Quang) | solo | VSTAR 2012 - Đêm Trao Giải   | 2012 |
| 17  | Xóa Hết (Lương Bằng Quang) | solo | Paris By Night 106           | 2012 |
| 18  | LK Mùa Thu Trong Mưa (Trường Sa), Búp Bê Không Tình Yêu (LV: Vũ Xuân Hùng)                                                              | Như Quỳnh, Lam Anh, Diễm Sương, Quỳnh Vi, Thanh Hà, Mai Thiên Vân, Hạ Vy, Minh Tuyết, Hương Giang, Hương Thủy, Kỳ Phương Uyên, Ngọc Anh, Như Loan | Paris By Night 106           | 2012 |
| 19  | Rồi Mai Ta Bên Nhau (Nguyễn Đức Cường)                                                                                                  | Mai Tiến Dũng | Paris By Night 106 VIP Party | 2013 |
| 20  | Lột Xác (Nguyễn Hải Phong) | Mai Tiến Dũng | Paris By Night 107           | 2013 |
| 21  | LK Mùa Hè Đẹp Nhất (Đức Huy), Chỉ Là Mùa Thu Rơi (Quốc Dũng, Nguyễn Đức Cường), Góc Phố Rêu Xanh (Nhật Trung), Khúc Giao Mùa (Huy Tuấn) | Minh Tuyết, Ngọc Anh, Kỳ Phương Uyên | Paris By Night 108           | 2013 |
| 22  | Em Đẹp Nhất Đêm Nay (LV: Phạm Duy) | solo | Paris By Night 108           | 2013 |
| 23  | LK Tung Bay (Lương Bằng Quang), Cò Lả                                                                                                   | Ánh Minh, Mai Tiến Dũng, Như Loan, Quỳnh Vi | Paris By Night 109           | 2013 |
| 24  | LK Xin Đừng Trách Đa Đa (Võ Đông Điền), Mưa Trên Phố Huế (Minh Kỳ, Tôn Nữ Thụy Khương), Em Đi Chùa Hương (Trung Đức, Nguyễn Nhược Pháp) | Kỳ Phương Uyên, Hạ Vy, Ánh Minh, Hương Giang, Minh Tuyết, Mai Thiên Vân, Diễm Sương, Hương Thủy, Lam Anh, Như Quỳnh, Bảo Hân, Hồ Lệ Thu, Châu Ngọc, Như Loan, Thu Phương | Paris By Night 109           | 2013 |
| 25  | Tiễn Anh Về Nơi Xa (Vĩnh Tâm) | solo | Paris By Night 109           | 2013 |
| 26  | Hát Mãi Bài Tình Ca (Thái Thịnh) | Minh Tuyết, Như Loan, Như Quỳnh, Don Hồ, Mai Thiên Vân, Hạ Vy, Mạnh Quỳnh, Hương Thủy, Quang Lê, Ngọc Hạ, Trần Thái Hòa, Thế Sơn, Châu Ngọc, Hồ Lệ Thu, Kỳ Phương Uyên, Mai Tiến Dũng, Quỳnh Vi, Trịnh Lam, Lương Tùng Quang, Diễm Sương, Duy Trường, Khánh Lâm, Tommy Ngô, Lynda Trang Đài, Đình Bảo, Ánh Minh, Hương Giang, Anh Tú, Thiên Tôn, Ý Lan, Ngọc Anh, Thu Phương, Giang Tử, Hương Lan, Thái Châu, Quang Dũng, Nguyễn Hưng, Thanh Hà, Lưu Bích, Tuấn Ngọc, Khánh Hà, Dương Triệu Vũ, Lam Anh, Bằng Kiều, Họa Mi, Elvis Phương | Paris By Night 109           | 2013 |
| 27  | Mystical Night (Hoài An) | Mai Tiến Dũng | Paris By Night 109 VIP Party | 2013 |
| 28  | LK Mary's Boy Child | Mai Tiến Dũng | Paris By Night Gloria        | 2013 |
| 29  | Xuân Về Nhớ Tết Năm Nay (Hoài Linh) | Hương Thủy | Paris By Night 110           | 2014 |
| 30  | Phút Giao Thừa Dịu Êm (Nguyễn Kim Tuấn)                                                                                                 | Trần Thái Hòa, Trịnh Lam, Thiên Tôn, Đình Bảo, Quỳnh Vi, Thanh Hà, Ngọc Anh | Paris By Night 110           | 2014 |
| 31  | Nhịp Bước Ngày Xuân (Phúc Trường) | Mai Tiến Dũng | Paris By Night 110           | 2014 |
| 32  | I Gotta Go (Kiên Trần) | solo | VSTAR 2013 - Đêm Trao Giải   | 2014 |
| 33  | Tình Hoài Hương (Phạm Duy) | Trần Thái Hòa, Thiên Tôn, Đình Bảo, Như Quỳnh, Hạ Vy, Quỳnh Vi, Ngọc Anh, Mai Thiên Vân | Paris By Night 111           | 2014 |
| 34  | Sợi Nhớ (Lương Bằng Quang) | Mai Tiến Dũng | Paris By Night 111           | 2014 |
| 35  | Sài Gòn, Sài Gòn (Châu Đăng Khoa) | Mai Tiến Dũng, Anh Tú, Justin Nguyễn, Kỳ Phương Uyên, Như Loan, Ánh Minh, Diễm Sương, Lam Anh | Paris By Night 111           | 2014 |
| 36  | Hãy Bước Đi | solo | Paris By Night 112           | 2014 |
| 37  | Tiếng Chuông Ngân (LV: Nguyễn Ngọc Thiện)                                                                                               | solo | Paris By Night Gloria 2      | 2014 |
| 38  | Đón Xuân (Phạm Đình Chương) | solo | Paris By Night 113           | 2015 |
| 39  | Cảm Xúc (Châu Đăng Khoa) | solo | Paris By Night 113           | 2015 |
| 40  | Giáng Tiên Xuân Ngời (Lương Bằng Quang)                                                                                                 | Lam Anh, Ngọc Anh, Quỳnh Vi, Hoàng Nhung | Paris By Night 115           | 2015 |
| 41  | Big Girl Don't Cry (Châu Đăng Khoa) | solo | Paris By Night 115           | 2015 |
| 42  | Yêu Lần Đầu (Đức Huy) | solo | Paris By Night 118           | 2016 |
| 43  | Em Kể Anh Nghe (Nguyễn Hải Phong) | solo | Paris By Night 120           | 2016 |
| 44  | Chẳng Cần Ai, Chỉ Cần Anh (Rhymastic)                                                                                                   | solo | Paris By Night 130           | 2020 |
| 45  | Time To Move On (Nguyễn Tùng) | solo | Paris By Night 134           | 2023 |
| 46  | LK Như Vẫn Còn Đây, Gục Ngã (Phúc Trường), Angel (Hoài An)                                                                              | Mai Tiến Dũng | Paris By Night 136           | 2024 |

### Các tiết mục trên sân khấu The Remix 2015
| STT | Tên tiết mục                             | Đêm trình diễn | Thứ hạng       | Chú thích                        |
| --- | ---------------------------------------- | -------------- | -------------- | -------------------------------- |
| 1   | Angel (Hoài An)                          | Show 1         | không xếp hạng |                                  |
| 2   | Hoa Cỏ Mùa Xuân (Bảo Chấn)               | Show 2         | hạng 2         |                                  |
| 3   | Em Về Tinh Khôi (Quốc Bảo)               | Show 3         | hạng 2         |                                  |
| 4   | Ngày Mai (Lưu Thiên Hương)               | Show 4         | hạng 1         |                                  |
| 5   | Dạ Cổ Hoài Lang (Cao Văn Lầu)            | Show 5         | hạng 2         | biểu diễn cùng NSƯT Thành Lộc    |
| 6   | Đâu Cần Một Ai (Hoàng Touliver)          | Show 6         | hạng 3         | biểu diễn cùng Big Daddy, Andree |
| 7   | Em Đẹp Nhất Đêm Nay (LV: Phạm Duy)       | Show 7         | hạng 3         |                                  |
| 8   | Người Đàn Bà Hóa Đá (Trần Lập)           | Show 8         | hạng 2         |                                  |
| 9   | Đường Cong (Nguyễn Hải Phong)            | Show 9         | hạng 3         |                                  |
| 10  | Sao Anh Vẫn Chờ (Lưu Thiên Hương)        | Show 10        | hạng 4         |                                  |
| 11  | Thế giới Không Có Anh (Lương Bằng Quang) | Show 11        | hạng 4         |                                  |
| 12  | Chờ Người Nơi Ấy (Huy Tuấn)              | Show 11        | hạng 4         | biểu diễn cùng Giang Hồng Ngọc   |